# Hoplocryptus ohgushii
Hoplocryptus ohgushii là một loài tò vò trong họ Ichneumonidae.